# OR2T2
OR2T2 (англ. Olfactory receptor family 2 subfamily T member 2) – білок, який кодується однойменним геном, розташованим у людей на короткому плечі 1-ї хромосоми.  Довжина поліпептидного ланцюга білка становить 324 амінокислот, а молекулярна маса — 36 228.
| 10         |  | 20         |  | 30         |  | 40         |  | 50         |
| ---------- |  | ---------- |  | ---------- |  | ---------- |  | ---------- |
| MGMEGLLQNS |  | TNFVLTGLIT |  | HPAFPGLLFA |  | IVFSIFVVAI |  | TANLVMILLI |
| HMDSRLHTPM |  | YFLLSQLSIM |  | DTIYICITVP |  | KMLQDLLSKD |  | KTISFLGCAV |
| QIFLYLTLIG |  | GEFFLLGLMA |  | YDRYVAVCNP |  | LRYPLLMNRR |  | VCLFMVVGSW |
| VGGSLDGFML |  | TPVTMSFPFC |  | RSREINHFFC |  | EIPAVLKLSC |  | TDTSLYETLM |
| YACCVLMLLI |  | PLSVISVSYT |  | HILLTVHRMN |  | SAEGRRKAFA |  | TCSSHIMVVS |
| VFYGAAFYTN |  | VLPHSYHTPE |  | KDKVVSAFYT |  | ILTPMLNPLI |  | YSLRNKDVAA |
| ALRKVLGRCG |  | SSQSIRVATV |  | IRKG       |  |            |  |            |

A: Аланін

C: Цистеїн

D: Аспарагінова кислота

E: Глутамінова кислота

F: Фенілаланін

G: Гліцин

H: Гістидин

I: Ізолейцин

K: Лізин

L: Лейцин

M: Метіонін

N: Аспарагін

P: Пролін

Q: Глутамін

R: Аргінін

S: Серин

T: Треонін

V: Валін

W: Триптофан

Кодований геном білок за функціями належить до рецепторів, g-білокспряжених рецепторів, білків внутрішньоклітинного сигналінгу. 
Локалізований у клітинній мембрані.